# Bactriola paupercula
Bactriola paupercula är en skalbaggsart som beskrevs av Bates 1885. Bactriola paupercula ingår i släktet Bactriola och familjen långhorningar.
Artens utbredningsområde är Panama. Inga underarter finns listade.